# Gerard Adriaan van Swieten Tuinbouwschool

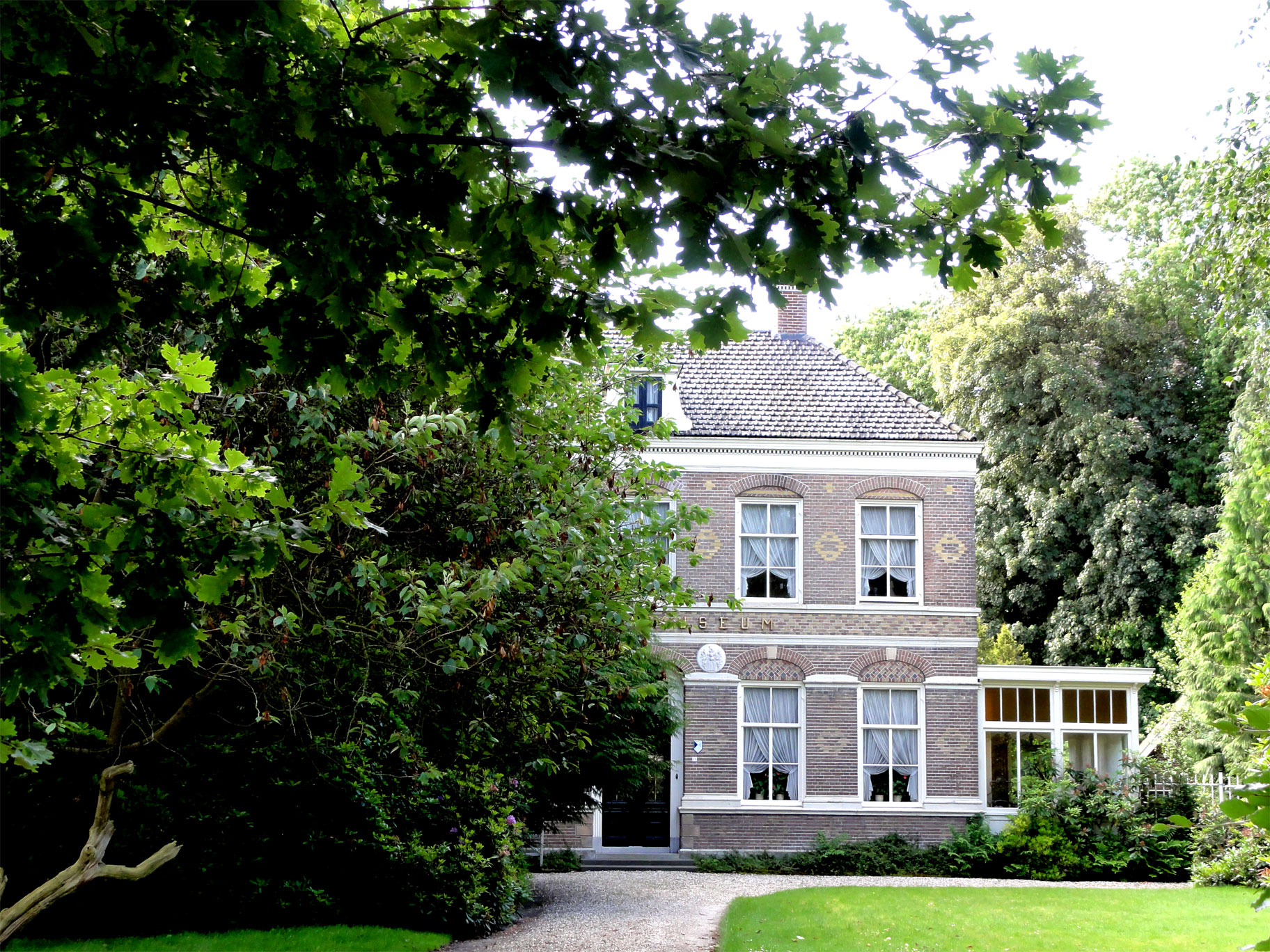
Gebouw van de voormalige Gerard Adriaan van Swieten Tuinbouwschool aan de Majoor van Swietenlaan in Frederiksoord

De Gerard Adriaan van Swieten Tuinbouwschool is de voormalige tuinbouwschool van de Maatschappij van Weldadigheid in Frederiksoord.

## Geschiedenis
Op 1 augustus 1881 overleed in Den Haag de twintigjarige Gerard Adriaan van Swieten, zoon van de oud-majoor der cavalerie Frederic Henri Louis van Swieten en Anna Elisabeth Groesbeek. De in Delft woonachtige vader, die weduwnaar was, besloot om al bij leven zijn vermogen te legateren aan een filantropisch doel. Hij koos voor de Maatschappij van Weldadigheid. De voorwaarde die hij stelde, was dat de naam van zijn zoon verbonden zou worden aan een door de Maatschappij van Weldadigheid op te richten school. Hij was geporteerd voor het stichten van een school op het gebied van het land- en tuinbouwonderwijs.

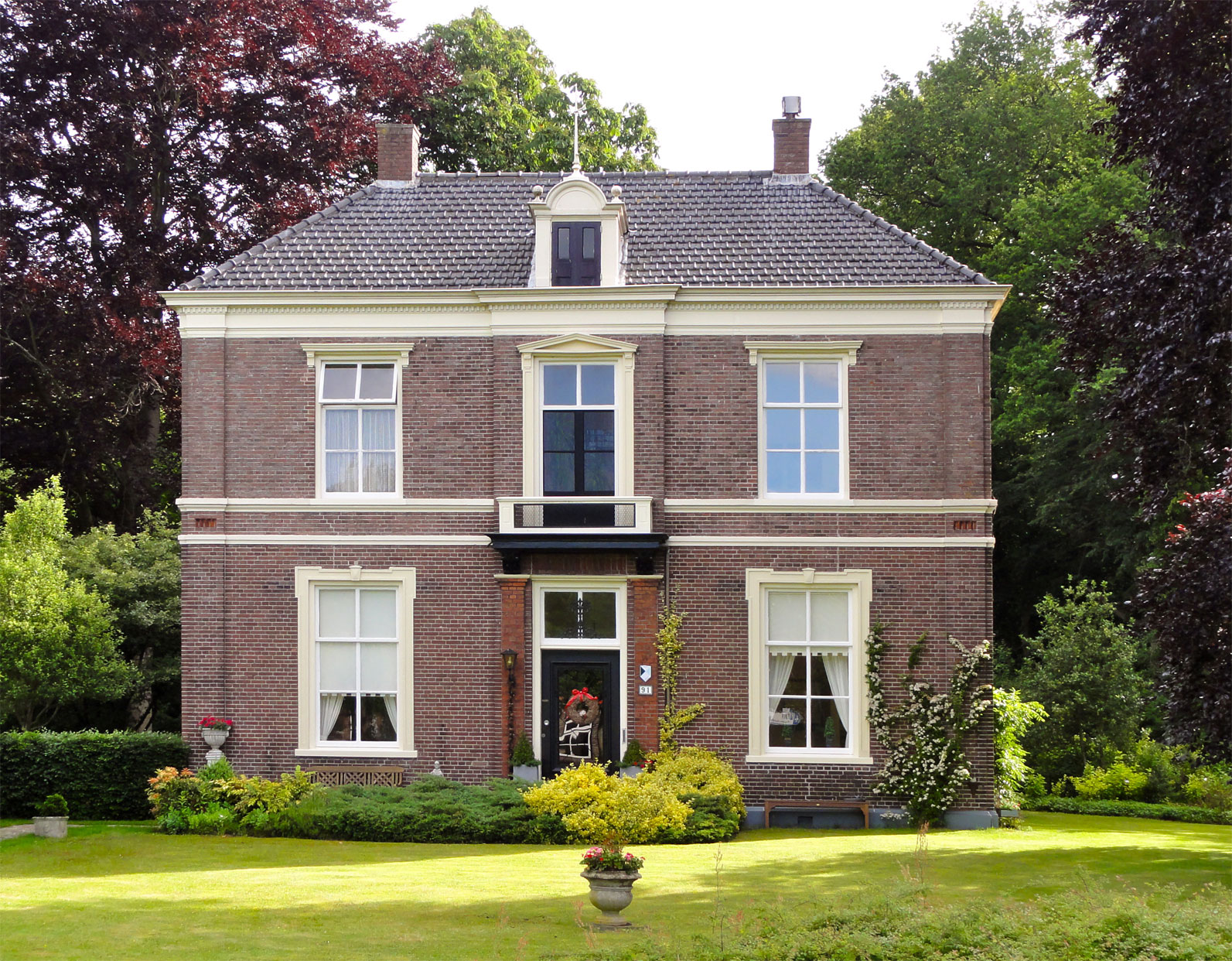
Gebouw van de voormalige Gerard Adriaan van Swieten Boschbouwschool aan de Koningin Wilhelminalaan in Frederiksoord

Met behulp van deze bijdrage was de Maatschappij van Weldadigheid in staat om in 1884 de Gerard Adriaan van Swieten Tuinbouwschool te stichten. Deze tuinbouwschool werd gehuisvest in een pand aan een laan die, naar de schenker, de Majoor van Swietenlaan werd genoemd. De eerste directeur werd Arthur Carolus Ide, zoon van de directeur van de tuinbouwschool in het Belgische Ruiselede, Carolus Ide. Deze school zou volgens Van Swieten als voorbeeld voor de school in Frederiksoord dienen te fungeren. In 1887 werd er nog een tweede school gesticht aan de Koningin Wilhelminalaan. Dit gebouw was bestemd voor de opleiding in de bosbouw en deed tevens dienst als directeurswoning. Na beëindiging van de rijksfinanciering in 1902 voor dit deel van het landbouwonderwijs werd het gebouw het hoofdkantoor van de Maatschappij van Weldadigheid. De Maatschappij besloot in 1975 om het hoofdkantoor te verplaatsen naar het nabijgelegen Huis Westerbeek.
De Gerard Adriaan van Swieten Tuinbouwschool aan de Majoor van Swietenlaan richtte zich aanvankelijk op de opleiding van de zonen van de kolonisten van de Maatschappij van Weldadigheid. De doelstelling werd gaandeweg verbreed tot een middelbare beroepsopleiding in de tuinbouw. Na de Tweede Wereldoorlog werd de naam gewijzigd in G.A. van Swieten Middelbare Tuinbouwschool. De leerlingen waren afkomstig uit het hele land. De tuinhazen, zoals de leerlingen gekscherend werden genoemd, volgden een driejarige opleiding (b- niveau) of een drie en een half jarige opleiding (a- niveau) en waren merendeels in de kost bij bewoners van Frederiksoord en omstreken. In 1990 werd de school onderdeel van het Agrarische Opleidingscentra FMW (Frederiksoord, Meppel, Wolvega). Vanaf 1994 is de school onderdeel van het AOC Terra (in Groningen, Friesland en Drenthe). De vestiging in Frederiksoord werd gesloten en het onderwijs werd verplaatst naar Meppel. In 2009 werd gevierd dat 125 jaar daarvoor het groene onderwijs was begonnen aan de Gerard Adriaan van Swieten Middelbare Tuinbouwschool in Frederiksoord.
Het gebouw van de voormaligeTuinbouwschool aan de Majoor van Swietenlaan is sinds 2023 weer in bezit van de Maatschappij van Weldadigheid die plannen ontwikkelt voor de invulling ervan. De daarnaast gelegen tuinen met daarop een recenter schoolgebouw is onderdeel van De Proef. De tuin wordt door vrijwilligers (waaronder veel tuinhazen) in luister hersteld. Het gebouw van de voormalige Boschbouwschool is in particulier bezit.

## Locaties
- Koningin Wilhelminalaan: 52°50'47" N, 6°11'22" O
- Majoor van Swietenlaan: 52°50'34" N, 6°11'5" O